# Ajssel Achmedowa
Ajssel Achmedowa (* 10. November 1980 in Plowdiw) ist eine ehemalige bulgarische Fußballspielerin.

## Karriere

### Verein
Achmedowa begann ihre Karriere in Armenien mit Impuls FC Dilijan und wechselte am 28. Februar 2002 zum österreichischen Verein Innsbrucker AC. 2006 übernahm der FC Wacker Innsbruck die gesamte Damenabteilung von Innsbrucker AC/Tiroler Loden. Im November 2013 beendete sie verletzungsbedingt ihre aktive Karriere.

### Nationalmannschaft
Achmedowa ist ehemalige A-Nationalspielerin für die Bulgarische Fußballnationalmannschaft der Frauen.